# Sheyene Gerardi
Sheyene Gerardi (nacida el 13 de abril) es una exactriz y productora venezolana. Fuera de la industria del entretenimiento, su carrera también abarca roles como ejecutiva minera y Líder de Divulgación de Robótica de la NASA, donde fundó Equipo de Aterrizaje Planetario de la NASA, en 2018. Se le otorgó el estatus de individuo con habilidades excepcionales de interés nacional en los Estados Unidos y ha ganado numerosos premios por su trabajo y esfuerzos filantrópicos.
Sus proyectos han involucrado esfuerzos colaborativos con agencias federales de EE. UU., incluyendo el Departamento de Defensa a través de la NASA, la Armada y la Fuerza Aérea de EE. UU., en proyectos de seguridad nacional. Su trabajo en sistemas de armas tácticas en Redstone Arsenal marcó un momento crucial, llevándola a reenfocar sus esfuerzos en el desarrollo de estrategias de disuasión destinadas a hacer que las armas nucleares sean impotentes y obsoletas.

## Inicios y carrera profesional

### Entretenimiento
Su carrera como modelo profesional comenzó mientras cursaba estudios de medicina. Antes de ingresar a la universidad; representó a su escuela en competencias de matemáticas y química. Sheyene estudió medicina en la Universidad Central de Venezuela, paralelamente trabajaba como modelo y participó en el concurso Miss Venezuela, período durante el cual fue descubierta por un productor de televisión, quien la convirtió en una reconocida actriz de telenovelas a nivel internacional. Sheyene es conocida por su trabajo en más de 30 países, entre ellos Rusia, Alemania, Perú, Ecuador, Colombia y Puerto Rico. En el 2007 se inauguró en Barlovento una escuela que lleva su nombre y ofrece clases gratuitas extracurriculares para niños faltos de recursos. Gerardi trabajó en dos películas en México, primero protagonizó La virgen de la caridad del cobre. Seis meses más tarde, actuó en Santa juanita de los lagos.
Sheyene ha sido galardonada con el premio 2 de Oro por su trabajo en telenovelas de RCTV, recibió la llave de la ciudad de Barlovento por su labor filantrópica y recibió el premio Imagen Award. La actriz también suma créditos en su papel como presentadora de televisión en producciones como Esta noche tu night, A tacón quitao y Los implicados. En el 2016, fue nombrada Influenciadora Mogul en la ciudad de Nueva York.

### Carrera posterior
Más adelante en su carrera, Sheyene fundó el Sheyene Gerardi Network (SGN), una red de formatos de entretenimiento, dedicados a fomentar la conciencia en relación con la revolución espacial.
El 9 de marzo de 2020, comenzó a presentar un documental de un programa de televisión titulado "Entre Cielo y Tierra con Sheyene Gerardi" distribuido por televisión por cable, donde tenía como objetivo educar acerca de desarrollos tecnológicos de vanguardia. Sheyene también se desempeñó como productora ejecutiva de esta serie.

### NASA
En 2018, Sheyene fue nombrada líder de difusión de Robótica de la NASA, en el que fundó el equipo de aterrizaje de NASA.Sheyene obtuvo un doctorado en utilización de recursos espaciales, posteriormente recibió una carta del gobierno de los Estados Unidos otorgándole el estatus de individuo con habilidades excepcional de interés nacional.
El Equipo de Aterrizaje Planetario de la NASA fundado por Sheyene es un nodo del Centro de Ciencias de la Superficie de Lunar y Asteroides (CLASS), del Instituto Virtual de Investigación de Exploración del Sistema Solar (SSERVI) y del Instituto Espacial de la Florida (FSI). Su rol infundiendo progreso científico en la divulgación de robótica incluyó desarrollar una serie de competiciones de robótica para universidades y desarrollar robótica para la construcción de plataformas de aterrizaje en la Luna. 
Sheyene Gerardi comenzó a trabajar con el NASA Kennedy Space Center y el Instituto Espacial de Florida (FSI) para enseñar ingeniería planetaria y crear competiciones de robótica para niños de bajos ingresos a través de 1  Sheyene School en 2017. Además de su trabajo con la NASA, también trabajó con gobiernos, introduciendo educación en robótica en comunidades de bajos recursos o áreas de conflicto, como escuelas rurales, campos de refugiados y sistemas escolares no formales. El programa sirvió a sistemas penitenciarios, proporcionando asistencia educativa a personas que han sido condenadas erróneamente.

## Fortuna
Gerardi adquirió su riqueza después de que su madre y su padre murieran en un accidente automovilístico, dejando a Sheyene sin parientes vivos.
La familia de Sheyene ha sido propietaria y operadora de empresas de minería en Venezuela desde 1954.  Gerardi se desempeña como directora ejecutiva y se hizo cargo de la empresa después de la muerte de sus padres. Una de sus primeras acciones importantes tras la muerte de sus padres fue implementar la minería automatizada.
Las tierras de Sheyene se encuentran en el Arco Minero del Orinoco, en la misma zona de las minas las Cristinas y las Brisas, que según una valoración empresarial, la última puede valer más de $ 1.200 millones. Según Roberto Mirabal, exministro del Poder Popular para el Desarrollo Minero Ecológico, el Arco Minero del Orinoco tiene toneladas de reservas de oro, cobre, diamante, coltán, hierro, cerio, lantano, neodimio, torio y otros minerales, y se estima que tiene un tiene un tiene un potencial de unos 200 000 millones de dólares, lo que la convertiría en la segunda reserva de oro más grande del mundo.
Otro de sus negocios incluye una línea de productos de robótica para uso comercial y Sheyene Gerardi Network (SGN), una red de medios de comunicación, que incluyen revistas y canales de televisión, cuyo contenido se enfoca en los proyectos y actividades dentro de la NASA, incluyendo la Estación Espacial Internacional, misiones robóticas y lanzamiento espacial de cohetes.

## Carrera empresarial

### Sheyene Instituto
Después de involucrarse con la NASA, Sheyene fundó el Sheyene Instituto, una compañía que trabaja para desarrollar tecnologías usadas en la Luna, Marte y los asteroides. El instituto realiza investigación y desarrollo en tecnologías de navegación autónoma (ANTs).

### Sheyene Tecnología
Durante su rol en la NASA, Sheyene estableció una empresa robótica derivada del Instituto Sheyene para comercializar su línea de productos robóticos para usos industriales y comerciales. La empresa de Sheyene construye sus propios robots para operaciones mineras. La firma ha vendido su cartera de productos y servicios a diversas organizaciones, incluidas agencias gubernamentales en los EE. UU.; también tiene operaciones de investigación y desarrollo de productos en Vehículos Conectados y Autónomos (CAV) y para despliegue en misiones planetarias y lunares in situ.

## Activismo y política

### Política
En el 2020, Sheyene ingresó a la Universidad de Nápoles Federico II, para estudiar ciencias políticas. Gerardi trabaja con gobiernos para introducir la robótica educación en comunidades de bajos recursos en concierto con producciones de entretenimiento para el cambio social con el fin de educar al público y orientarlo a tomar medidas.

### Derechos humanos y activismo por la paz
Sheyene ha sido miembro de La Liga Internacional de Mujeres por la Paz y la Libertad (WILPF). En la “Carta de la fundadora del Instituto Sheyene”, Gerardi enfatizó la importancia del papel del entretenimiento con un interés constante en temas sociales como la alfabetización tecnológica y la revolución espacial, así como su determinación de impulsar a las personas de bajos recursos y estimular la participación, la competitividad y emprendimiento en la industria aeroespacial.

## Afiliaciones institucionales
Sheyene es miembro de la Asociación Internacional de Ciencia Política (IPSA) y del comité de ética profesional, derechos y libertades. También es miembro de la Sociedad Americana de Derecho Internacional. 
Gerardi fue anteriormente miembro de la Liga Internacional de Mujeres por la Paz y la Libertad. Fue miembro del grupo del comité de Derecho y Ética de la Robótica y sirvió como asesora estratégica del Comité de Próxima Generación de la Sociedad de Robótica de Japón. También fue miembro del Instituto de Ingenieros Eléctricos y Electrónicos (IEEE) y de su Sociedad de Robótica y Automatización (RAS).

## Educación
Sheyene estudiò Arte en la Academia de RCTV, en Venezuela, y en prestigiosas instituciones tales como la Universidad Carlos III de Madrid (UC3M), Sotheby's Institute of Art. Gerardi fue aceptada en un programa de maestría en utilización de recursos espaciales (ISRU) ofrecido por la NASA, en el Centro de Ciencia de la Superficie Lunar y Asteroides (CLASS), y obtuvo una maestría en Utilización de Recursos Espaciales con una calificación final del 100%, en 2018. Sheyene ingresó a la Universidad de Nápoles Federico II en 2020, para estudiar ciencias políticas y en un programa de Método de Montecarlo en la Universidad de Stanford.

## Vida personal
Sheyene Gerardi nació en Venezuela, pero tiene doble nacionalidad con Italia, de donde es oriunda su madre.
En 2006, su madre y su padre murieron en un accidente automovilístico, dejando a Sheyene sin parientes vivos.
Sheyene creció con una pasión por las carreras de carro, su padre, Edgar García, era un reconocido explorador y piloto de carreras en Venezuela; tenía cinco victorias consecutivas antes de morir.  En 1974, García dirigió una expedición al Monte Roraima, que resultó en el descubrimiento de 11 nuevas especies de escorpiones, una de ellas: Neochactas garciai, fue nombrada en su honor por su contribución a la comprensión de las especies de escorpiones.  Sheyene también ha hablado sobre su afición por la navegación, es capitana de yate certificada y posee un yate que lleva su nombre en Florida.

## Filantropía
Sheyene fundó la Fundación Sheyene Gerardi en el 2007, originalmente en Venezuela pero reorganizada en la ciudad de Nueva York. La fundación se dedica a aprovechar el potencial de las tecnologías emergentes como la inteligencia artificial y la exploración espacial para abordar los desafíos globales. A través de iniciativas de investigación, educación y divulgación, SGF fomenta soluciones éticas y equitativas en áreas como el desarrollo económico, la sostenibilidad ambiental y la justicia social.
Desde de enero de 2024, la fundación está organizada en cuatro áreas programáticas bajo la presidencia de Sheyene Gerardi, quien establece prioridades estratégicas, monitorea los resultados y facilita las relaciones con socios clave.
- División de Investigación y Desarrollo[37][37]
- División de Impacto Social y Gobernanza
- División de Educación y Divulgación
- División Manager de Operaciones de Misión

Además de su cargo gerencial en la firma, la propia Gerardi dirige los esfuerzos de cabildeo y relaciones públicas para la organización, según registros públicos.
Otra de sus contribuciones filantrópicas es Sheyene e-health, una organización sin fines de lucro, que ofrece consultas médicas gratuitas a través de Internet, correo electrónico e incluso por teléfono, para personas que padecen enfermedades raras.

## Filmografía
| Año       | Título                                   | Personaje         |
| --------- | ---------------------------------------- | ----------------- |
| 1998      | Hoy te vi                                | Perla             |
| 1998      | Niña mimada                              | La Araña          |
| 2003–2004 | La Invasora                              | Yoly              |
| 2004–2005 | Mujer con pantalones                     | Guillermina Peréz |
| 2006–2007 | Por todo lo alto                         | Sonia             |
| 2007–2008 | Camaleona                                | Susana Rincón     |
| 2008–2009 | La virgen de la caridad del cobre        | Martha            |
| 2010–2011 | Santa Juanita de los lagos               |                   |
| 2012–2013 | Esta noche tu night                      | Animadora         |
| 2014–2015 | A tacon quitao                           | Animadora         |
| 2020      | Entre cielo y tierra con Sheyene Gerardi |                   |

## Premios
| Año  | Premio                  | Categoría                                                                | Telenovela                | Resultado |
| ---- | ----------------------- | ------------------------------------------------------------------------ | ------------------------- | --------- |
| 2007 | Premios Dos de Oro      | Actriz internacional del año                                             | Por todo lo alto          | Ganadora  |
| 2007 | Premios Dos de Oro      | Actuaciones especiales del año                                           | Por todo lo alto          | Ganadora  |
| 2009 | Premio Meridiano de Oro | Actriz internacional del año                                             | Camaleona                 | Ganadora  |
| 2010 | Llave de Barlovento     | Responsabilidad social (Honorario)                                       | Contribución filantropica |           |
| 2017 | Premio Emmy             | Espacio Informativo Destacado o Revista Noticiosa en Español             | Noticias Telemundo        | Ganadora  |
| 2017 | Premio Emmy             | Cobertura Destacada de Historias Noticiosas de Último Momento en Español | Noticias Telemundo        | Nominada  |
| 2017 | Premio Emmy             | Investigación Periodística Destacada en Español                          | Noticias Telemundo        | Ganadora  |